# 幕張車両センター木更津派出
幕張車両センター木更津派出（まくはりしゃりょうセンターきさらづはしゅつ）は、千葉県木更津市の木更津駅構内にある東日本旅客鉄道（JR東日本）首都圏本部の車両基地。久留里線で運用される車両が配置されている。旧幕張電車区木更津支区。
構内にある転車台は千葉県唯一のものである。

## 配置車両に記される略号
「千マリ」…千葉支社を意味する「千」と、幕張を意味する「マリ」から構成される。

## 歴史
- 日本国有鉄道（国鉄）時代は「千葉機関区木更津支区」→「千葉気動車区木更津支区」→「佐倉機関区木更津支区」の名称であった。略号は「千キサ」。
- 1987年（昭和62年）4月1日 - 国鉄分割民営化に伴いJR東日本に承継。幕張電車区木更津支区へ改称。
- 2004年（平成16年） - 幕張電車区の幕張車両センターへの改称に伴い千葉運転区木更津支区に変更、運転士も千葉運転区木更津支区に移管。
- 2007年（平成19年）3月18日 - 館山運転区を併合し、木更津運輸区が発足。運転部門を木更津運輸区へ移管し、検修部門のみの幕張車両センター木更津派出となった。略号を「千マリ」に改称。

## 配置車両
以下は2023年4月1日現在の配置車両である。配置車両は全て気動車で、久留里線で運用されている。
キハE130系（10両）

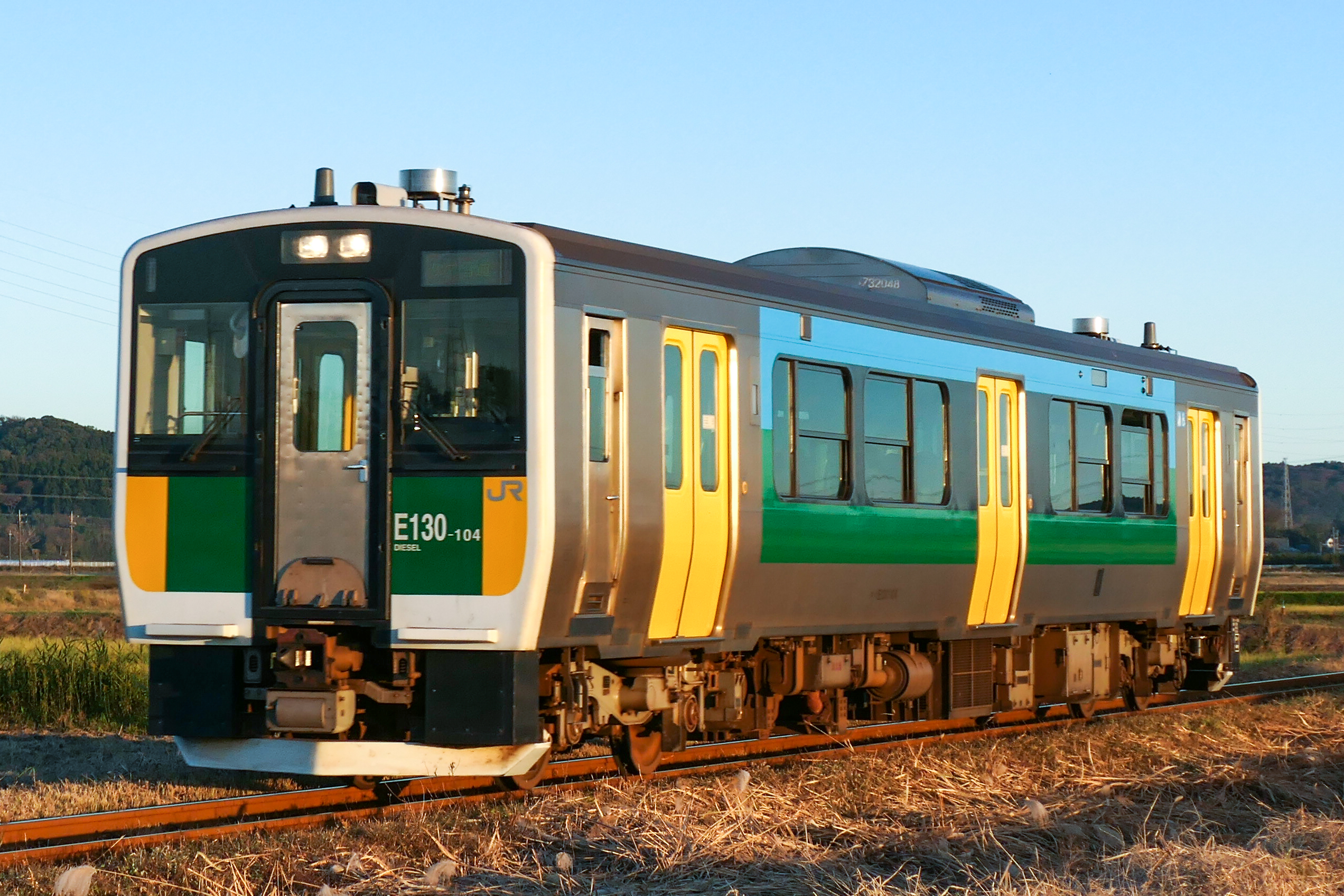
キハE130系

- 100番台（101-110）10両が配置されている。2012年9月より配置され、12月1日に運用を開始した。
- 夜間は久留里線車両の留置は少なく（上総亀山駅、久留里駅に夜間滞泊）、内房線電車の留置拠点としても利用される。
- 千葉支社管内で蒸気機関車や客車、他区の気動車が運転される際は木更津派出に留置されることが多い。

### 過去の配置車両

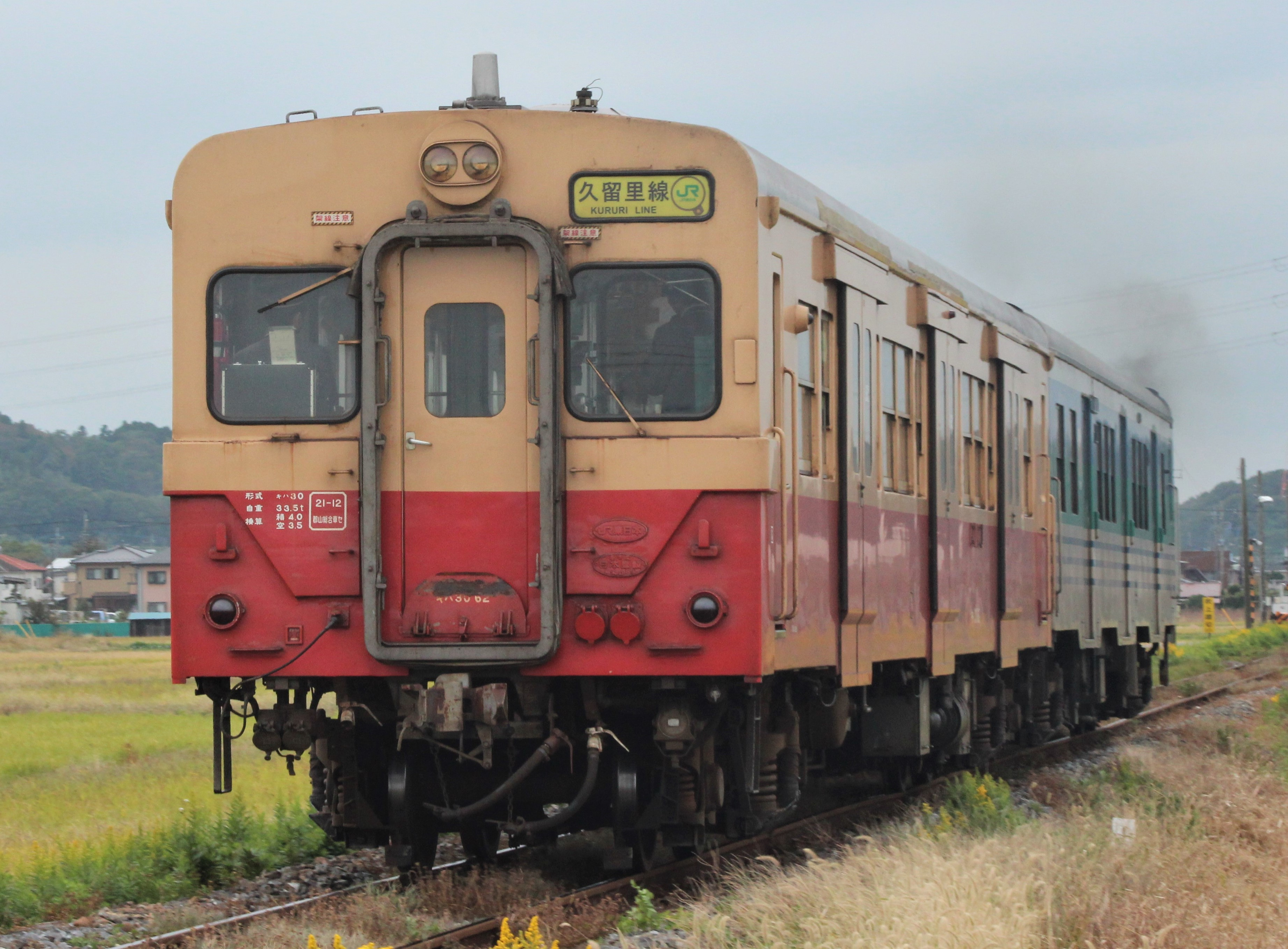
キハ30系
- 0番台3両 (62, 98, 100) が配置され、2012年12月1日まで運用されていた。
- キハ38型が1996年に転入してくる以前は多くの車両（キハ35/36形も含む）が在籍しており、1988年までは木原線（現・いすみ鉄道いすみ線）でも運用されていた。キハ35系列の中には新製配置から廃車まで千葉県を離れることのない車輌も存在した。
- JR化後の塗装は、首都圏色→旧久留里線色（東京湾アクアラインをイメージしたもの）→新久留里線色（青と緑のライン）→旧国鉄気動車色と推移した。
- 最終期まで配置されていた3両は、運用終了後は62がいすみ鉄道国吉駅で保存され、98と100は水島臨海鉄道に譲渡された。

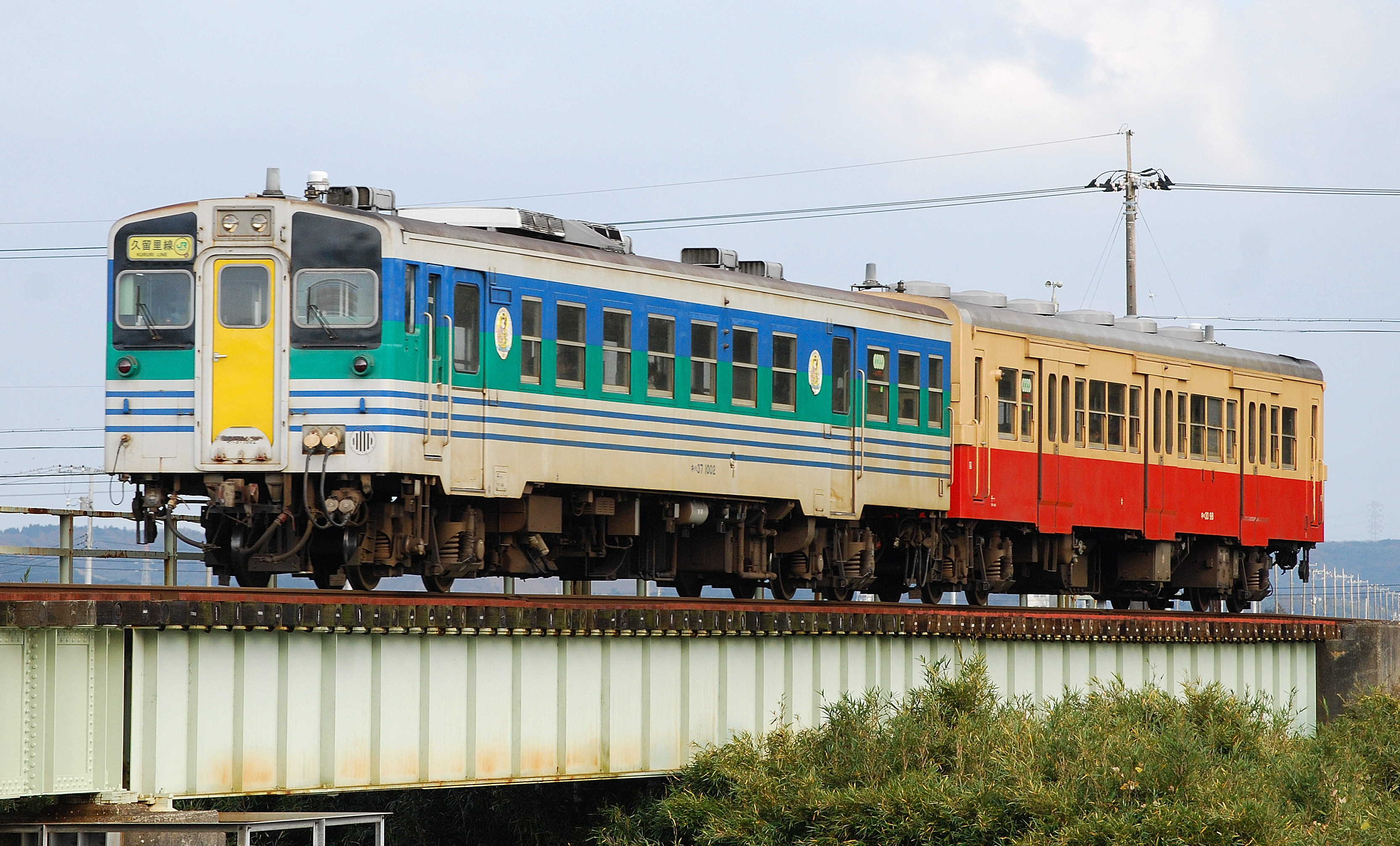
キハ37系
- 0番台1両、1000番台2両が配置され、2012年12月1日まで運用されていた。
- 1983年に当時の佐倉機関区木更津支区に新製配置されたもので、2012年の引退まで一貫して久留里線で活躍した。
- JR化後の塗装は、首都圏色→旧久留里線色→新久留里線色と推移した。
- 運用終了後は全車が水島臨海鉄道に譲渡された。

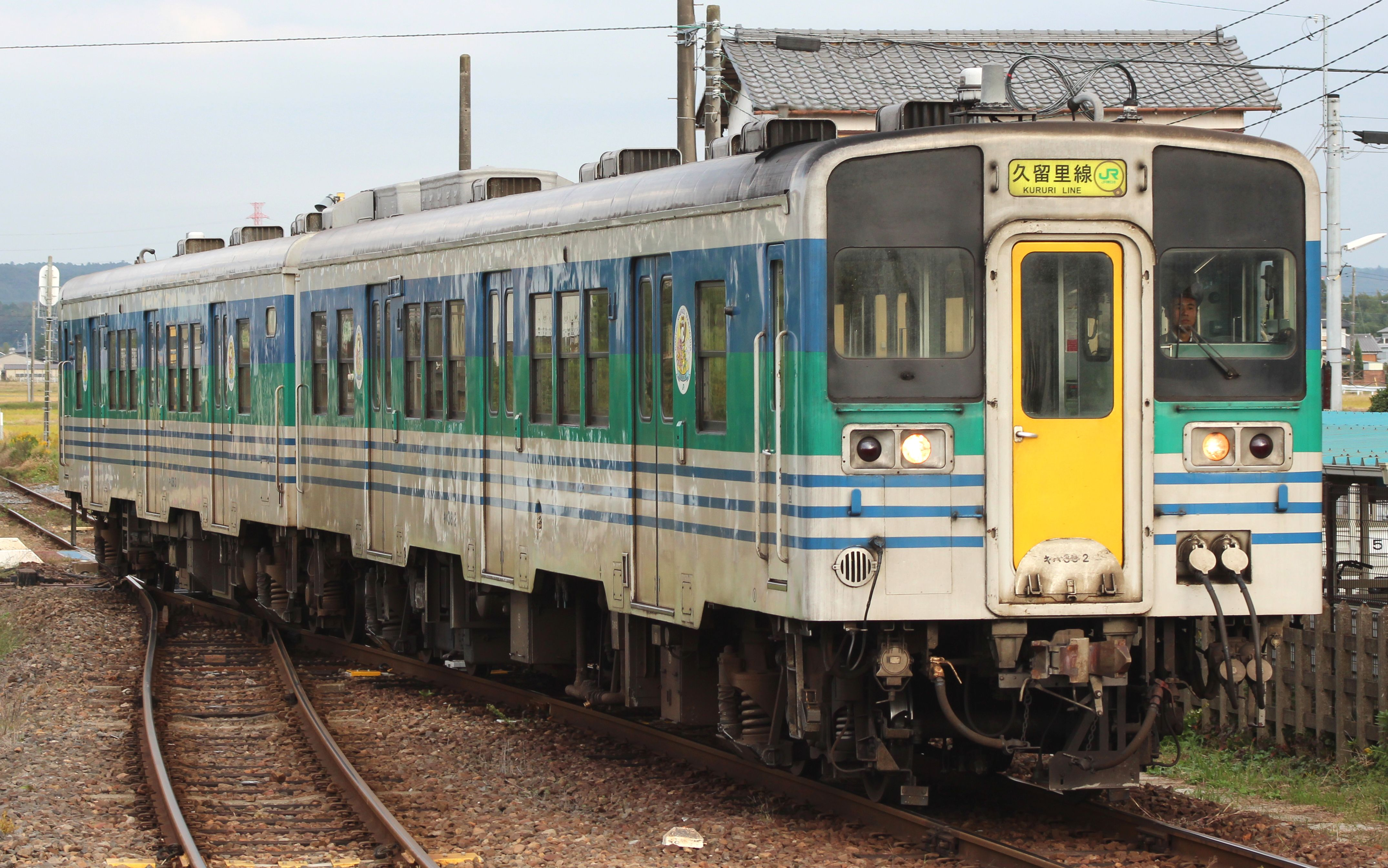
キハ38系
- 0番台4両、1000番台3両が配置され、2012年12月1日まで運用されていた。
- 1996年に八高線八王子 - 高麗川間電化・高麗川以北の非電化区間のキハ110系への置き換えに伴い、高崎運転所から転入してきたものである。
- 当区への転入後の塗装は、旧久留里線色→新久留里線色と推移した。
- 運用終了後はミャンマー国鉄と水島臨海鉄道に譲渡された。キハ38 1はいすみ市のポッポの丘で保存された。